# Coen Poulus (1944)
Coen Poulus (Schiedam, 10 november 1944) was een Nederlandse voetballer van Xerxes, Hermes DVS en De Graafschap.
Poulus speelde in de jeugd bij Hermes DVS, maar maakte zijn debuut in de eredivisie bij Xerxes/DHC. Hij keerde in 1967 terug naar Hermes DVS uit zijn geboortestad Schiedam dat uitkwam in de toenmalige tweede divisie. Na de terugkeer van Hermes DVS naar de amateurs in 1971 vertrok Poulus naar De Graafschap.  
Hij speelde op De Vijverberg van seizoen 1971/72 tot en met 1974/75 toen respectievelijk Piet de Visser en Evert Teunissen trainer  waren. In zijn tweede seizoen bij de Superboeren promoveerde hij van de Eerste divisie naar de Eredivisie. Poulus en Chris de Vries waren de brekers op het middenveld die de bal inleverden bij Guus Hiddink.
Toen zijn voetballoopbaan beëindigd was, werd hij bestuurslid van De Graafschap en kwam in die hoedanigheid in augustus 1985 in conflict met Sándor Popovics die hij betichtte spelers voor N.E.C. te ronselen. Als bestuurslid had hij een groot aandeel in het aantrekken van Pim Verbeek als trainer.

Poulus bleef in Doetinchem waar hij een  bedrijf startte in keukens, tegels en sanitair. Ook regelde hij wedstrijden van Oud-De Graafschap.

## Trivia
- Hij was zoon van oud-voetballer en voetbaltrainer Coen Poulus.

## Bron
De Trouwe Honden (N.E.C.) inzake conflict[dode link]